# La Toma
La Toma é uma cidade da Argentina, localizada na província de San Luis
1. ↑  «Municipios de San Luis». Argentina.gob.ar (em espanhol). 6 de agosto de 2020. Consultado em 3 de julho de 2024